# Acanthagrion hildegarda
Acanthagrion hildegarda är en trollsländeart som beskrevs av Constantin Wilhelm Lambert Gloger 1967. Acanthagrion hildegarda ingår i släktet Acanthagrion och familjen dammflicksländor. Inga underarter finns listade i Catalogue of Life.